# Морланвельз
Морланве́льз — комуна у Валлонії, розташована у провінції Ено, округ Ла-Лув'єр. Належить до французької мовної спільноти Бельгії. На площі 20,26 км² проживають 19 172 осіб, з яких 48,47 % — чоловіки та 51,53 % — жінки. Середній річний прибуток на душу населення 2003 року становив 10 902 євро.